# 東京エマニエル夫人
『 東京エマニエル夫人 』（とうきょうエマニエルふじん）は1975年7月1日公開の日本映画。田口久美主演・加藤彰監督で、日活が製作・配給した日活ロマンポルノ。R18+。

## 概要
1975年の正月映画としてメガヒットした『エマニエル夫人』の潔い便乗映画で、内容も田口久美扮する役名エマニエルならぬ今日子夫人が、フランス人と結婚してパリで優雅な生活を送るが、夫がまったく構ってくれず、疼く肉体を持て余し、帰国して夫人の前に現れた大学教授の指導であらゆるセックス術を学ぶという、まんま本家と同じ筋立て。演技に不安の田口に箱根でセックス三味の設定なら何でもさせられるという、ストーリーはおまけ。

## スタッフ
- 監督：加藤彰
- 脚本：中野顕彰
- 企画：奥村幸士
- 製作：伊地智啓
- 撮影：姫田真佐久
- 美術：徳田博
- 音楽：エディ藩とオリエント・エクスプレス
- 録音：紅谷愃一
- 照明：高島利隆
- 編集：山田真一

## キャスト
- 今日子：田口久美
- 牧村：上不二夫
- 英子：葵三津子
- ルミ：冬木なか
- ミノル：曽我部なみお
- 早川：織田俊彦
- 女：南ゆき

## 製作
最初は1974年に『平凡パンチ』誌上に熟女ヌードを発表した五月みどりに、主役オファーしたが、断られた。このためモデルクラブや芸能プロを総まくりで主役を探しまくり、東映の『ウルフガイ 燃えろ狼男』撮影時のグラビアが「エマニエル＋モンロー＝田口久美」というタイトルで男性週刊誌に掲載された田口久美に出演交渉。田口からは「ポルノはイヤ」と断られたが、「『エマニエル夫人』のように美しく撮るから」などと再三口説き、根負けして田口は出演を承諾した。シルビア・クリステルと田口は同年齢とされ、田口は勿論夫人ではなく独身で、当時22歳だった。田口のギャラは70万円。映画製作費は1000万円。

### 撮影
1975年5月30日クランクイン。本家『エマニエル夫人』の冒頭の名シーン・飛行機機内でのセックスシーンを箱根のロープウェイに置き換え、クライマックスシーンのゴンドラ・セックスの撮影は同年6月6日、箱根の大和屋ホテルの専用ロープウェイを借り切って行われた。6人乗りのゴンドラに監督・カメラマン・出演者6人と機材が積み込まれ、ロープウェイのドアを開けたまま、さらに中で暴れまくるという香港映画並みのアクション・セックス演技は、15回も昇ったり降りたりしながら約5時間かかった。田口は高所恐怖症で最初は怖がっていたが、撮影終了後は報道陣に「失神するほど感じちゃったわ。私はセットより野外が好きなの。セックスは演技じゃなくて本能で出来ますよ。簡単だわ」などとリップサービス。馬上でトリプルセックス（3P）するシーンの撮影は6月18日早朝、神奈川県茅ケ崎海岸で行われた。それまでもCM撮影などを経験したオス馬だったが、背中でセックスをされて驚き、前足を蹴り上げたり、急に駆け出したりして、田口を3度落とした。田口は首を捻挫したが、馬のスケジュールがあり撮影を続行し、撮影後、田口は通院をした。

## 同時上映
『続実録おんな鑑別所』
- 主演：梢ひとみ / 監督：小原宏裕 / 脚本：桃井章 / 音楽：ダウン・タウン・ブギウギ・バンド

『セミドキュメント 新未亡人下宿』
- 主演：東祐里子 / 監督：山本晋也 / 脚本：桃井章

## 興行成績

### 国内
日活ロマンポルノ始まって以来、三週間のロングランの大ヒット。全国でもロングランが続き、プリント不足で急遽焼き増しする異変。日活ロマンポルノ始まって以来の出来事で、配収3億円と、日活ロマンポルノの新記録を打ち立てた。新人をギャラ70万円で起用しての丸儲け。日活はそれまでマスメディアから「赤字を抱えてガンバッテいる日活サン」という印象を持たれていたため、マスメディアを驚かせた。

### 海外
アメリカでは"本番"がないと見向きもされないと、アメリカのバイヤ―は「作品そのものはいいので、ファックシーンはアメリカで撮影して組み入れる」と本作を買い付けて帰国。これを聞いて「グアム島で撮影したら本番シーンも撮れる」というアイデアが日活で生まれ、「グアム島で撮影」というキャッチフレーズで本番女優を募集したが、応募は0だった。日本映画は国際市場では興行面では苦戦中だったが、ポルノの世界に国境はなく、当時、世界市場への配給ルートを持っていた香港のショウ・ブラザーズ経由で1977年にヨーロッパに輸出され、イギリス全土で大ヒット、フランスでもロングランになった。当時の日活ロマンポルノは撮影時に前貼りを貼ってヘアや局部は見えなかったが、香港が1977年暮れにヘア解禁に踏み切ったことから、日活では女優から前貼りを取り去って演技させ、ヘアが見せる版は海外輸出し、国内版は修正する方法が検討された。ロマンポルノのエース・宮下順子は「むしろ前貼りして演技する方がもう一つ気が入らない」などと歓迎した。

## 作品の評価
- 『キネマ旬報』の黒井和男は「ポルノ路線の拡大を狙って、女性層まで吸引できるかだが、基本的に女性ポルノ・ラインの企画は難しく、今後の動向が注目される。ただポルノの多少のマンネリ化が現象として出てきており、意欲的な作品の出現が望まれる。配給網の弱体化はそう簡単に直るものではないが、整備によってはまだ配収増が見込まれ、今後の大きな課題となる。相変わらずヌードスターは育っているが、1975年の特徴は、田口久美、高村ルナといったハーフ・スターの出現であろう」などと評した[1]。

- 堤昌司は「本家『エマニエル夫人』より面白い。姫田真佐久の撮影によるソフト・フォーカス&スローモーションで美しく描かれている」と評した[6]。

## 影響
大ヒットを受け、新人・田口久美も一躍、日活ロマンポルノのトップスターにのし上がった。すぐさま田口の主演で『エマニエル夫人』＋『個人教授』を合わせた題名の続編『東京エマニエル夫人 個人教授』が製作された（監督：藤井克彦、脚本：芦沢俊郎）。セスナ機の操縦免許を持つ前野霜一郎による飛行機のシーンが加えられたこちらも大ヒットし、「柳の下にドジョウは三匹までいるというのが業界の常識ですから、あと2本はいけます」日活の鼻息荒く、この後も日活は田口主演で第三弾を予定していたが、東映に田口を奪われ、東映で田口主演の『東京ディープスロート夫人』が製作された。日活は「田口はウチが育てた女優」とカンカンに怒ったが、東映は「田口を見出したのはウチが先」と突っぱねた。怒りの収まらない日活は、田口サイドに抗議したら、田口のマネージャー・上条英男が代役として元ゴールデン・ハーフの高村ルナを差し出した。意外な掘り出し物に日活も了承し、一応田口は脇で出演、高村ルナ主演で『修道女ルナの告白』が製作された（1976年1月8日公開）。高村は1974年にグループ解散後、女優としてTBSのテレビドラマ『バーディー大作戦』や、東宝映画『エスパイ』などに出演したが、ポルノは初めてだった。同作は「日活ハーフ路線」第二弾と発表された。
本作の大ヒットを受け、田中鉄男日活取締役は「このヒットでやはり日活はロマンポルノで、ということになり、一般向け青春映画は反省材料になろう。新路線の企画が的中したと考えている」、那波直司日活取締役は「今後はポルノを基本に客層が拡がる作品を作っていく。フレッシュな女優達もどんどんつぎ込んでいくつもりだ」などと話した。
田口は人気が上がると横柄になったとされ、一作目はギャラ70万円だったが、三作目のオファーの際、300万円を要求。日活でも東映でも嫌われたとされる。